# ريبيكا بلاك
ريبيكا بلاك (بالإنجليزية Rebecca Black) مغنية بوب أميركية شابة ولدت في آناهايم، كاليفورنيا في 21 يونيو/حزيران 1997 واشتهرت عالميا بعد ظهور أغنيتها Friday «فرايدي» (باللغة العربية "الجمعة") عبر أرك ميوزيك فاكتوري. وزار موقع الصفحة الأساسي للأغنية على يوتيوب 140 مليون زائر.
وقد اعتبر الكثير أغنية «ريبيكا بلاك» التي أطلقت عليها «الجمعة» من أسوأ الأغاني التي قد تم اصدارها، ولكنها أصبحت أغنية مشهورة، كما أن الكثير من الناس قد أحبوا الأغنية.
اصدرت اغنيتها الجديدة My Moment في يوليو/تموز 2011 واكتسحت اليوتيوب في اليوم الأول.. ولاقت العديد من النقد أيضاً فالغت صندوق التعليقات ومن اليوم الأول

## تعليقات
تلقت الفنانة تهديدات بالقتل على هاتفها الخاص وعلى بريدها الإلكتروني ولقد أجرت قناة العربية تقريرا عن الموضوع في أحد نشراتها الإخبارية.
كما دافعت ليدي غاغا عنها وشجعتها وقالت أنها موهوبة وإنتقدتها مايلي سايرس وقالت أنها تافهة جداً. أما جستن بيبر فلقد أدى أغنيتها«الجمعة» في حفلة ولقد ظن البعض أنه يريد فقط السخرية منها.
أنتج بعض العرب في أمريكا نسخة عربية لأغنية الجمعة كانت كلماتها من كتابة ليز وسامي وحصلت الأغنية العربية على الإعجاب من العديد من الناس كما أن البعض قال أنها أفضل من الأغنية الأصلية

## روابط خارجية
- ريبيكا بلاك على موقع IMDb (الإنجليزية)
- ريبيكا بلاك على موقع ميوزك برينز (الإنجليزية)
- ريبيكا بلاك على موقع أول ميوزيك (الإنجليزية)
- ريبيكا بلاك على موقع ديسكوغز (الإنجليزية)
- ريبيكا بلاك على موقع قاعدة بيانات الفيلم (الإنجليزية)